# دستمزد (فیلم)
فیلم سینمایی ایرانی و خاطره انگیز «دستمزد» فیلمی در ژانر ،اجتماعی ، سیاسی به کارگردانی و نویسندگی مجید جوانمرد ساختهٔ سال ۱۳۶۸ است.بازی بی نظیر محمد صالح علا در کنار مهدی فتحی،احمد هاشمی،محمود بهرامی  و بهزاد فراهانی از نقاط قوّت این فیلم محسوب می شود.
این فیلم در روستای کله مسیح از توابع شهر زاینده رود واقع در شهرستان لنجان استان اصفهان فیلمبرداری شده است .

داستان فیلم در مورد دو جوان ایلیاتی است که پس از ترور ناموفق اسفندیار ایلخانی به اعدام محکوم می شوند. این دو جوان یکی فرزند خود اسفندیار است و دیگری فرزند مراد میرشکار، که در پایتخت با معرکه گیری روزگار می گذراند. اسفندیار ایلخانی به مادران دو جوان می گوید که فرزندانشان در لحظه فرار از زندان کشته شده اند . این خبر  تاثیری شدید بر مادران آنها می گذارد و حس انتقام و جستجو برای یافتن حقیقت در درون آنها شکل می گیرد ،  مادران دو جوان با کمک یک راننده نعش کش  به نام یعقوب اجساد  جوانان خود را از خاک بیرون میکشند و در صدد بر می آیند تا پیکر  آنها را برای دفن به زادگاهشان  برگردانند. در موقع تشییع جنازه اسفندیار ایلخانی سر می رسد و به قصد کشتن همسر خود یعقوب را با تیر می زند… 

## بازیگران
- محمد صالح‌علا
- مهدی فتحی
- احمد هاشمی
- فرزانه کابلی
- محمدرضا کسرایی
- مریم معترف
- بهزاد فراهانی
- محمود بهرامی
- مهران کولوشانی
- حسین غیابی
- عزیز داوری
- سعید فرزان
- وارطان آوانسیان
- مسعود زنجانی
- کرامت درخشنده
- منصور فرینا
- علی تبریزی
- اسماعیل کاظمی
- حمید عبداللهی
- کریم عباسی
- طیب شرافتی
- مهرناز فاطمی
- محمد ورشوچی
- ملیحه نظری
- افسانه مقام
- بهزاد نصراصفهانی
- داریوش بابائیان
- اسکندر رفیعی
- رحمان مقدم
- کیانا باباییان
- مردم روستای کله مسیح